# Tudor Vianu
Tudor Vianu (n. 8 ianuarie 1898, Giurgiu, Vlașca, România – d. 21 mai 1964, București, România) a fost un estetician, critic și istoric literar, poet, eseist, filosof și traducător român. Fratele mai mare al publicistului Alexandru Vianu. Căsătorit la 29 iunie 1930 cu Elena Vianu, fiica dr. Ștefan Irimescu, fondatorul școlii românești de pneumoftiziologie. Fiul său, Ion Vianu, a fost un cunoscut medic psihiatru și scriitor. Fiica sa, Maria Alexandrescu Vianu, este un istoric al artei antice, arheolog și pictor.

## Biografie
Viitorul om de cultură s-a născut în Giurgiu, într-o familie de origine evreiască, care se convertise la creștinism cu câțiva ani înainte de nașterea lui.

### Doctoratul
În anul 1915 devine student la Facultatea de Filosofie și Drept din București, după care obține titlul de doctor în filosofie al Universității din Tübingen. În perioada de doctorat a purtat o corespondență susținută, punctată de întâlniri amicale, cu prietenul său din liceu, poetul Ion Barbu, care studia matematica la Göttingen.
Creația lui Tudor Vianu a acoperit exact patru decenii, de la apariția în 1928, în germană, a volumului de debut, totodată și primul său studiu de estetică, valorificare a tezei sale de doctorat - susținută sub îndrumarea lui Karl Groos la Facultatea de Filozofie a Universității Eberhard Karl din Tübingen, (în noiembrie 1923), Das Wertungsproblem in Schillers Poetik. Über naive und sentimentalische Dichtung (Problema valorizării în poetica lui Schiller) și până la volumul apărut postum Arghezi, poet al omului, purtând subtitlul „Cântare Omului” (explorând un domeniu al literaturii comparate), ultimul său studiu antum, intrat la tipar chiar în ziua dispariției autorului și apărut după puțin timp, la începutul verii anului 1964. Teza de doctorat a fost lăudată de Lucian Blaga, cu care Vianu era coleg în paginile revistei Gândirea, mai ales pentru trimiterile permanente la expresionismul german, de care Blaga însuși era puternic influențat, în epocă.

### Anii de formare

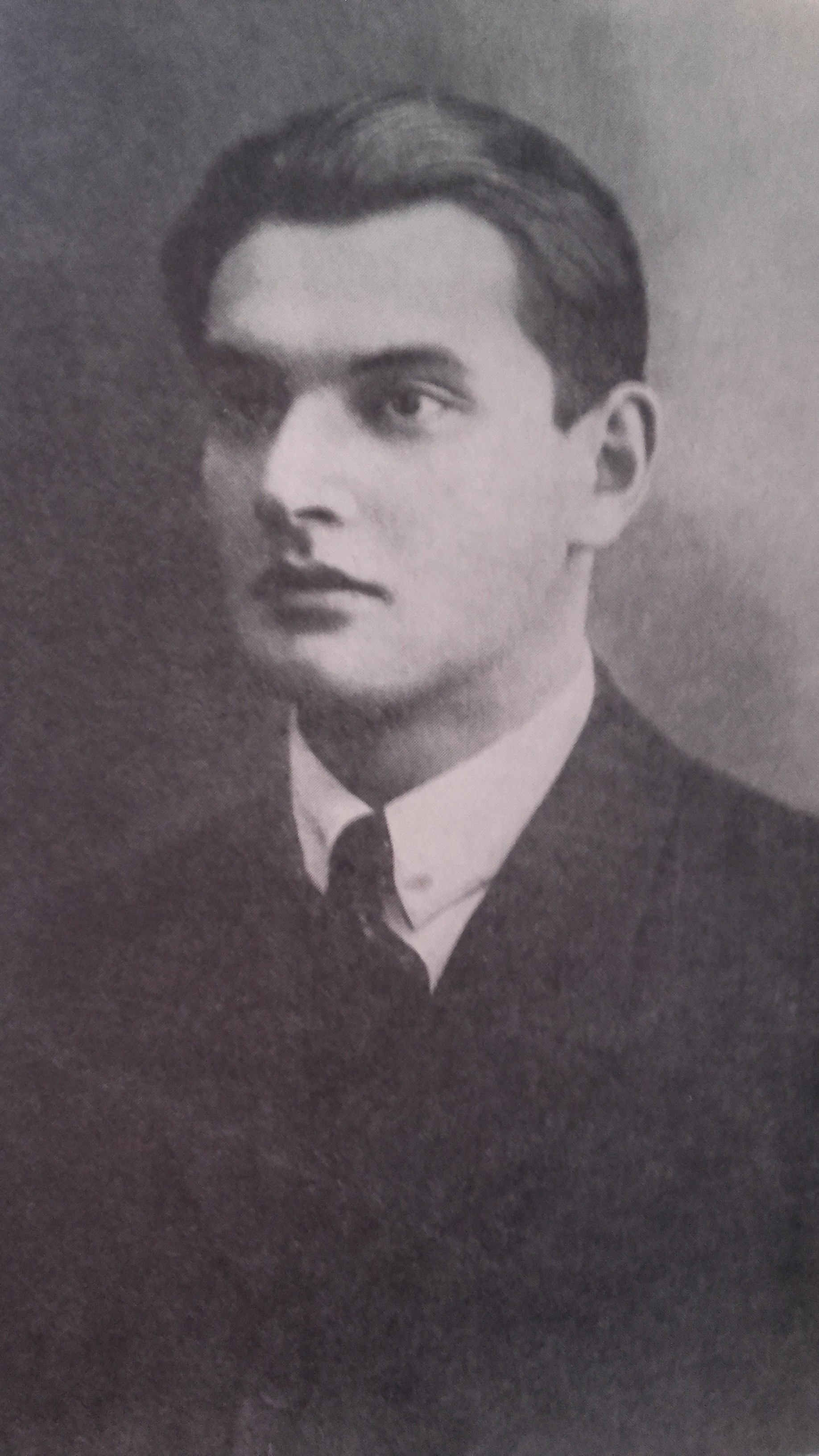
Tudor Vianu, în perioada studiilor

Revine în țară în anul 1924 și devine suplinitor la Universitate. Teza de doctorat îi apare în limba germană sub titlul Das Wertungsproblem in Schillers Poetik. Teza a fost tradusă și publicată în volumul al șaptelea din seria de Opere. 
În anul 1925 a publicat două volume, Dualismul artei și Fragmente moderne. În anul 1927 devine docent în estetică. Apare în formă litografiată cursul de Estetică generală. Abia în anul 1930 devine conferențiar permanent la Facultatea de Litere a Universității din București. Tot în acest an publică studiul Poezia lui Eminescu. Sunt evidențiate în special izvoarele antice și cele germane, cu accent special pe influența filosofiei lui Arthur Schopenhauer.

### Esteticianul
În anul 1931 apare volumul Arta și frumosul. Din problemele constituției și relației lor. În anul 1932 publică volumul Arta actorului în Editura revistei Vremea. În 1933 publică în volum un mic studiu care va deveni unul de referință în bibliografia studiilor despre Hegel, intitulat Influența lui Hegel în cultura română. Anul 1934 este deosebit de fast pentru cariera sa academică, îi apar două volume, primul volum din Estetica sa, în care sunt incluse capitolele Problemele preliminare ale esteticii, Valoarea estetică și atitudinea estetică și Opera de artă, iar în 1936 va apărea volumul al doilea, care includea alte două părți, Structura și creația artistică și Receptarea operei de artă. În 1934 publică și Istoria esteticii de la Kant până astăzi la Institutul de arte grafice Bucovina. În 1937 își adună articolele de estetică publicate până atunci în antologia Filosofie și poezie, cu precizarea că, în ediția a doua din 1943, studiile vor fi complet diferite deși titlul se păstrează același. În 1941 tipărește Arta prozatorilor români, poate cea mai cunoscută și mai comentată dintre cărțile sale, un exemplu de analiză stilistică în care este anticipată acribia formalismului sau a structuralismului. 
În 1942 publică la Editura Cugetarea volumul Introducere în teoria valorilor, întemeiată pe observația conștiinței.

### Purgatoriul
După reforma învățământului din 1947 este scos de la catedra sa de Estetică și preia cursul de istorie a literaturii universale, devenind un precursor al comparatismului literar de la Facultatea de Litere a Universității din București. Între 1946 și 1947 a fost ambasador al României la Belgrad și a fost criticat pentru unele concesii pe care le-ar fi făcut noului regim. Anul 1952 îl surprinde în afara Facultății, devine simplu cercetător la Institutul de Lingvistică, lucrând la Dicționarul limbii române moderne și la Dicționarul limbii poetice a lui Mihai Eminescu.

### Apoteoza
După 1955, este reintegrat în mediul academic universitar și se dedică redactării unor studii, micro-monografii despre Cervantes, Shakespeare, Camoens, Voltaire, Goethe, F.M. Dostoievski, Stendhal, Odobescu. Toate aceste studii vor fi ulterior în volumul Studii de literatură universală și comparată. Studiile de stilistică sunt reunite în alte două antologii Probleme de stil și artă literară și Problemele metaforei și alte studii de stilistică. În anii 1961 și respectiv 1963 apar Jurnalul, un pseudo jurnal, de fapt, conținând texte cu caracter publicistic, și Idei trăite, volume în care Tudor Vianu își creionează personalitatea de umanist și filolog complet, de om al Renașterii.
În 1964 moare la București pe data de 21 mai, din cauza unui infarct miocardic, exact în ziua când intra la tipar volumul său, Arghezi, poet al omului.

### Activitate științifică
Este fondatorul școlii de stilistică a Facultății de Litere din București și inițiator al catedrei de literatură universală, căreia i-a fost multă vreme șef. Tudor Vianu a fost și profesor titular de estetică, director al Teatrului Național (1945).

## Distincții
- Ordinul Muncii clasa I (30 decembrie 1957) „pentru merite deosebite în domeniul istoriei și criticii literare, cu prilejul împlinirii a 60 de ani de viață”[6]

## Operă

Casa în care a locuit Tudor Vianu în București, Str. Andrei Mureșanu 33.
În stânga jos: detaliu cu placa comemorativă aplicată pe perete

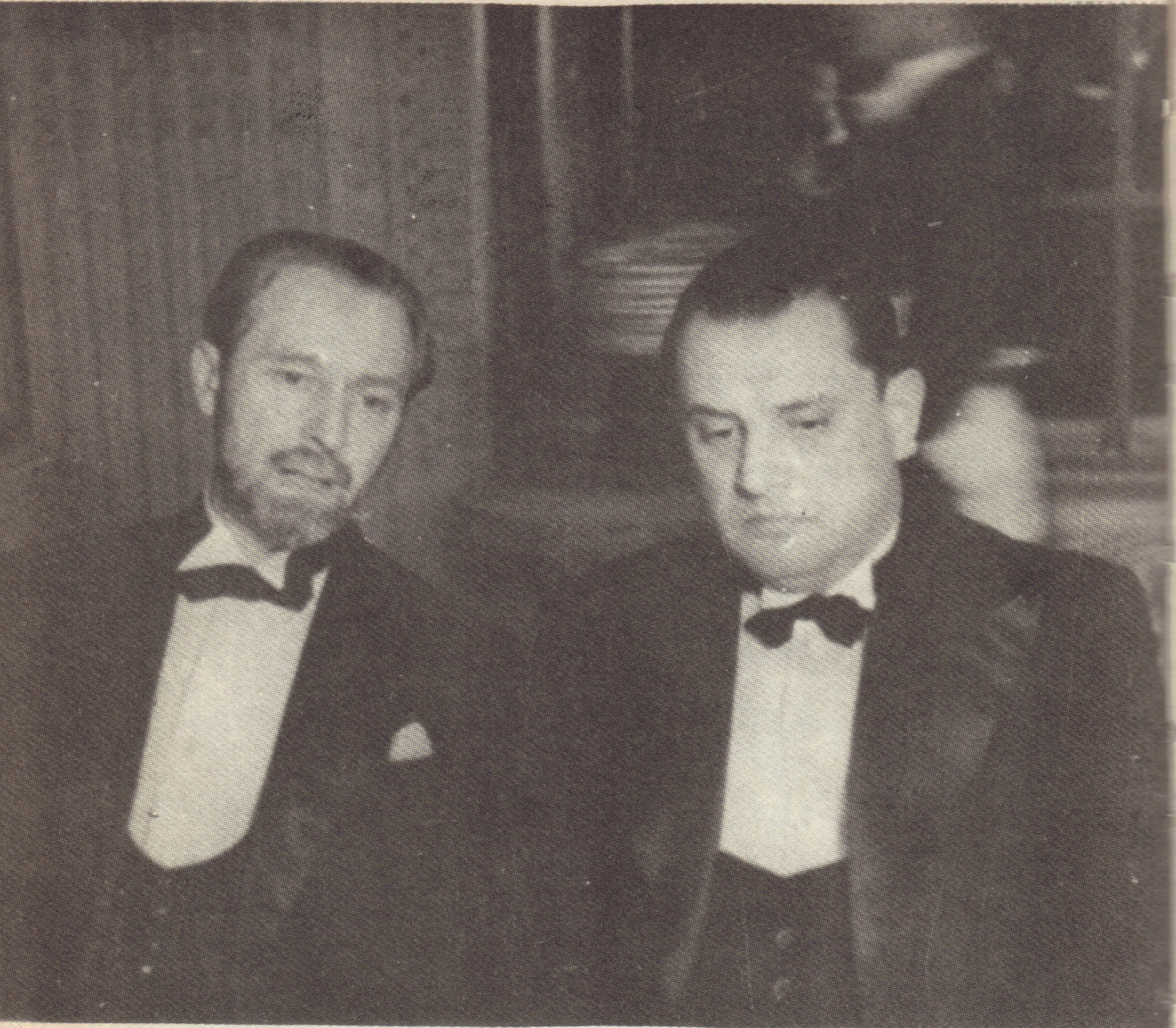
Vasile Voiculescu de vorbă cu Tudor Vianu

### Selecție din scrierile publicate (1925-1945)
- Dualismul artei (1925)
- Poezia lui Eminescu (1930)
- Arta și frumosul (1931)
- Arta prozatorilor români (1932)
- Idealul clasic al omului (1934)
- Estetica, 2 volume (1934-1936)
- Filosofie și poezie (1937)
- Introducere în teoria valorilor (1942)
- Istoria literaturii române moderne - în colaborare cu Șerban Cioculescu și Vladimir Streinu (1945)
- Filosofia culturii (1945)

### Cărți scrise după 1947
- Probleme de stil și artă literară (1955)
- Cervantes (1955)
- Racine (1955)
- Voltaire (1955)
- Literatură universală și literatură națională (1956)
- Problemele metaforei și alte studii de stilistică (1957)
- F.M. Dostoievski (1957)
- Versuri (1957)
- Ideile lui Stendhal (1959)
- Alexandru Odobescu, monografie (1960)
- Studii de literatură universală și comparată (1960)
- Schiller (1961)
- Jurnal (1961), ed. a II-a (1970)
- Dicționar de maxime comentat (1962)
- Arghezi, poet al omului (1964)
- Despre stil și artă literară (1965)
- Studii de literatură română (1965)
- Postume (1966)
- Studii de stilistică (1968)
- Scriitori români, vol. I-III (1970-1971)
- Scriitori români din secolul XX (1979)

## Corespondență
- Tudor Vianu, Opere, vol 14, Corespondență, interviuri, poemul "Arcadia", ediție îngrijită și note de Vlad Alexandrescu, cu un text de Gelu Ionescu, București, Editura Minerva, 1990;
- Scrisori către Tudor Vianu, vol. I, 1916-1935, ediție îngrijită de Maria Alexandrescu Vianu și Vlad Alexandrescu, note de Vlad Alexandrescu, București, Editura Minerva, 1992 ;
- Scrisori către Tudor Vianu, vol. II, 1936-1949, ediție îngrijită de Maria Alexandrescu Vianu și Vlad Alexandrescu, note de Vlad Alexandrescu, București, Editura Minerva, 1994;
- Scrisori către Tudor Vianu, vol. III, 1950-1964, ediție îngrijită de Maria Alexandrescu Vianu și Vlad Alexandrescu, note de Geo Serban, postfață de Florin Țurcanu, București, Editura Minerva, 1997.

## Afilieri
- Membru corespondent al Academiei Române din 1935, apoi titular din 1955.